# 牧志

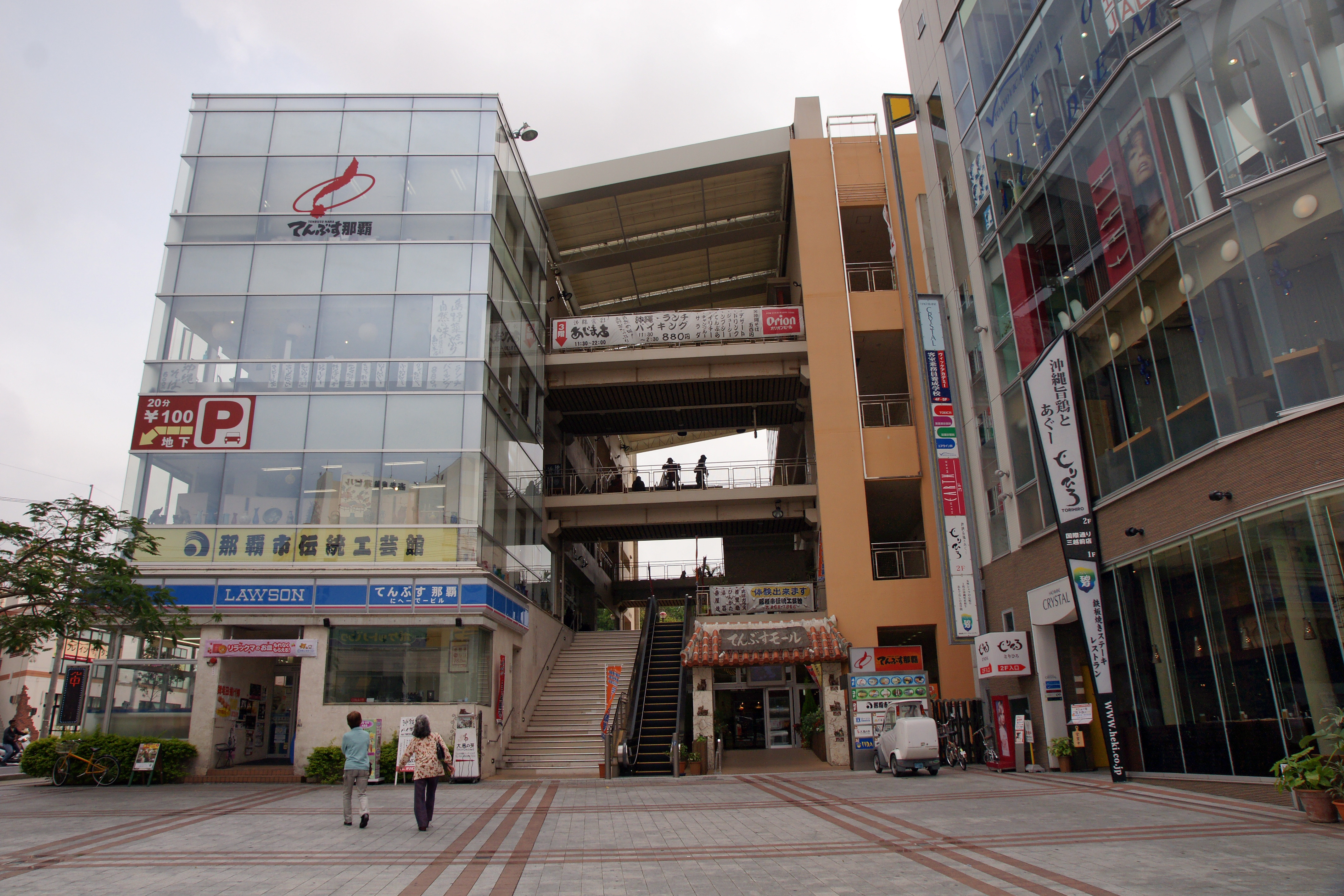
てんぶす那覇

牧志（まきし）は、沖縄県那覇市の地名。牧志1～3丁目が存在する。郵便番号は900-0013。

## 地理
那覇市の中西部に位置し、国際通り、平和通りなどが通る、沖縄でも最も賑やかな地域の一つである。安里・壺屋・松尾・久茂地・前島・泊と隣接する。泊港のある前島の真東に位置し、中央には那覇市のメインストリートである国際通りが貫く。国際通りより西が（南から）牧志1丁目、2丁目であり、デパートや居酒屋、土産品店が並ぶ。また国際通りより東側が3丁目で、こちらも国際通り沿いは土産品店やホテルなどの観光客向けの施設や店舗が多い一方、「沖縄の台所」と称される牧志公設市場が平和通り内に存在しており、こちらも観光客が多く訪れる。

### 牧志・安里地区第1種市街地再開発計画

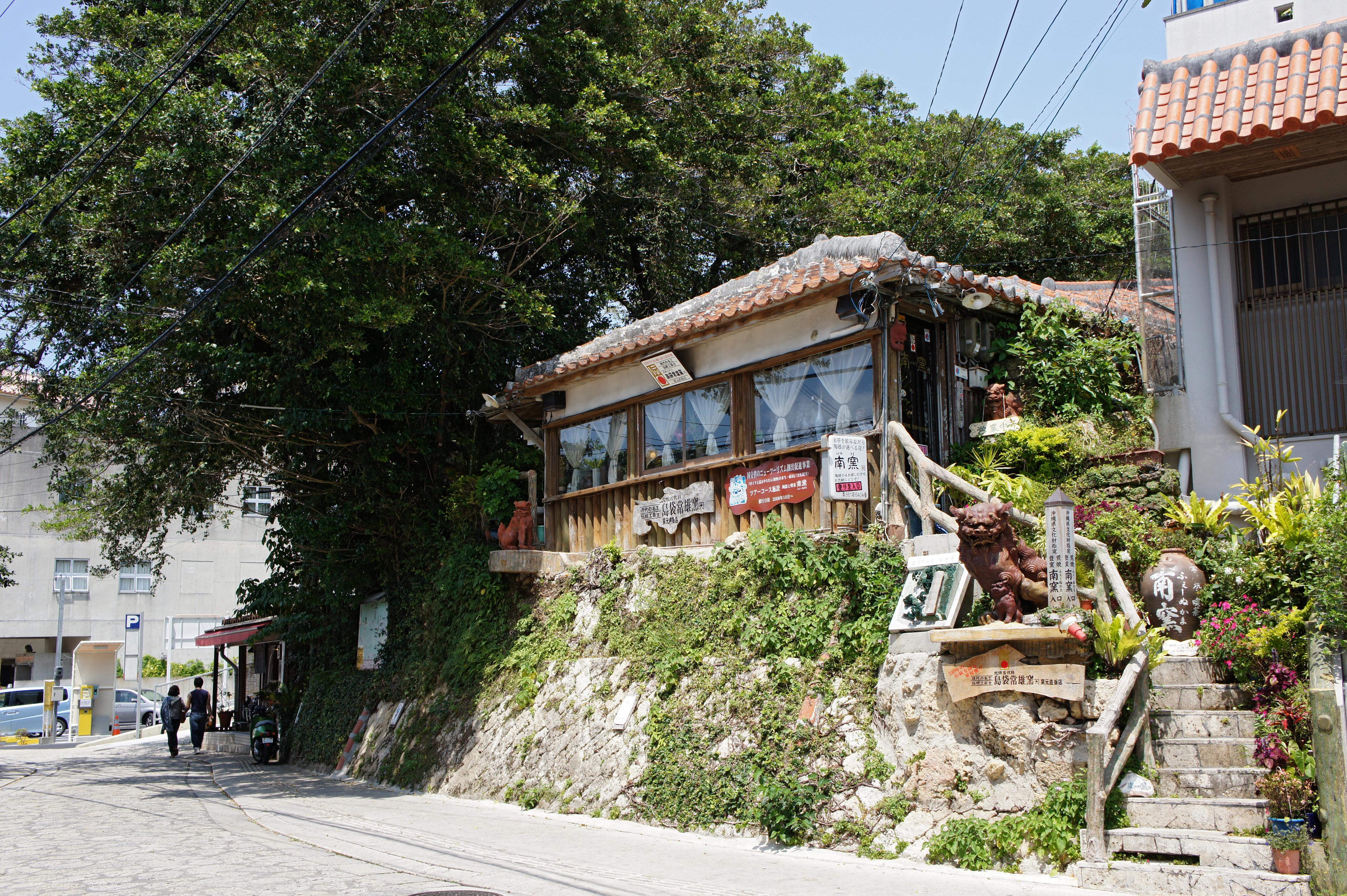
壺屋やちむん通り（南窯）

なお、安里2丁目や壺屋1丁目と接する側はスプロール現象により不規則に住宅が乱立する地域となっているものの、壺屋寄りの地域では伝統工芸である壺屋焼の窯元が多く存在する「壺屋やちむん通り」の整備などが進んでいる。

## 歴史
伝承によると、1451年に建設された長虹堤と呼ばれる海上道路にしばしば追いはぎが出没し、この対策として長虹堤の南側に配置された集落が牧志の始まりとされている。また、1666年（康熙5年）に小禄からの移住者があったという記録が残されている。
もとは真和志間切に属していたが1903年（明治36年）に那覇区（後の那覇市）へ編入された。昭和初期に県道（後の国際通り）が開通したものの周辺は湿地帯の広がる農村であった。第二次世界大戦後、那覇市中心部はアメリカ軍の管理下にあり一般人の立ち入りが許されなかった一方で、牧志地区には住宅を建てることが許されたため避難民や引き揚げ者が集中し急速に市街地化された。ほどなく闇市が起こり始め、それがやがて国際通りや平和通り、また歓楽街として知られる桜坂が成立した。

## 施設

### 牧志1丁目
- 東横イン美栄橋駅前
- ホテルJALシティ那覇
- 琉球銀行松尾支店
- 緑ヶ丘公園
- 御菓子御殿むつみ橋店
- D-naha（ジュンク堂書店那覇店）

かつて存在した施設
- ダイナハ→ダイエー（2005年11月20日閉店）→現 D-naha ※参考：閉店のリリース
- 沖縄山形屋（1999年8月31日閉店）→株式会社国際通り活性化→ホテルJALシティ

### 牧志2丁目

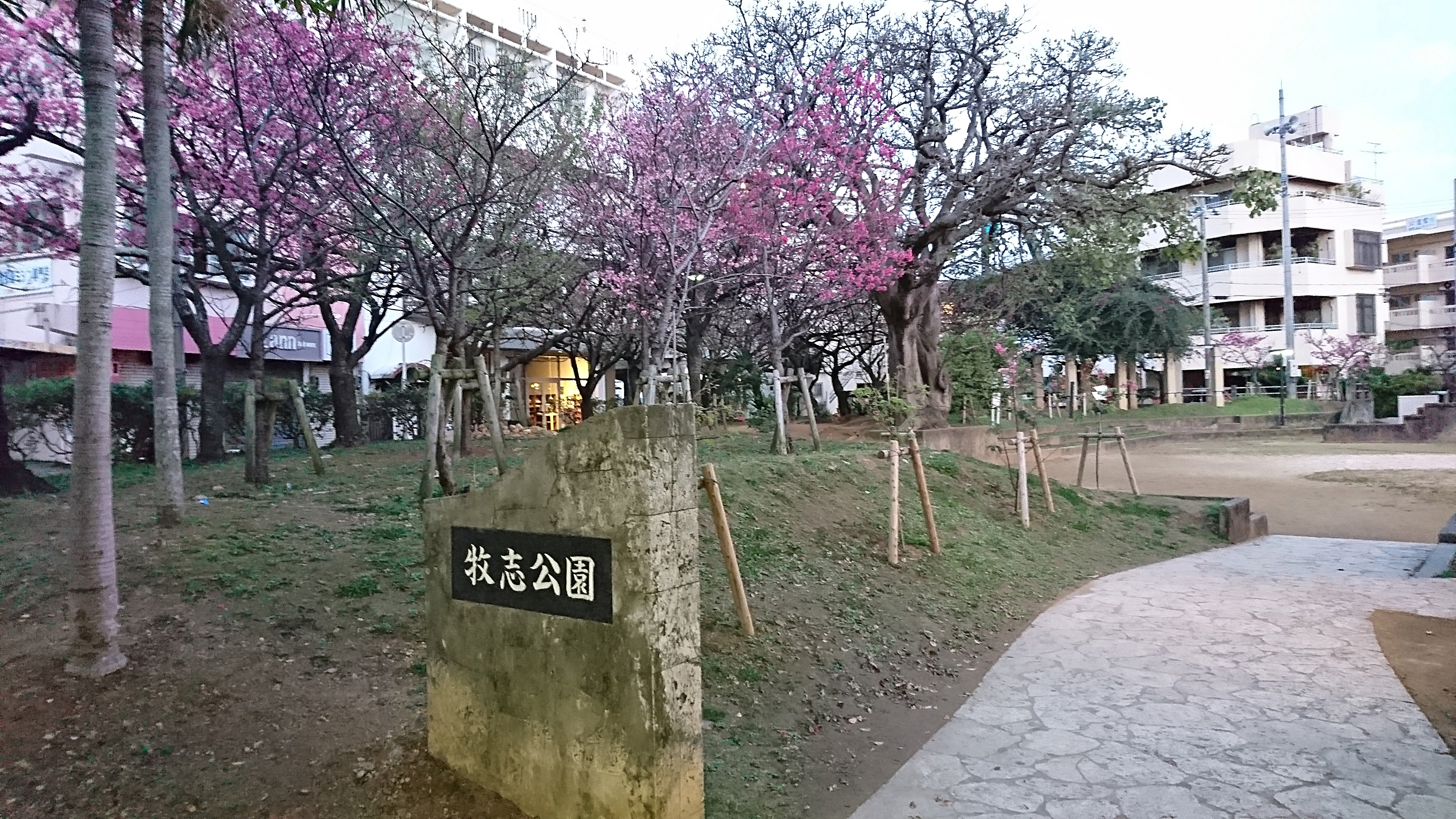
牧志公園

- 沖縄三越
- ゼファー那覇タワー
- マックスバリュ牧志店
- 牧志公園
- 牧志北公園

### 牧志3丁目
- 琉球銀行壺屋支店
- 平和通り交差点
- 桜坂
- 桜坂劇場
- てんぶす那覇
  - 那覇市ぶんかテンブス館
  - 那覇市伝統工芸館
- 那覇警察署牧志交番
- 牧志郵便局
- 那覇市立壺屋小学校
- 希望ヶ丘公園
- お菓子のポルシェ国際通り牧志店
- BiBi Hotel 国際通り

## 交通

### モノレール
- 沖縄都市モノレール線
  - 牧志駅
  - 美栄橋駅

### 道路
- 沖縄県道39号線（国際通り）